# Nazionale maschile di pallacanestro dei Paesi Bassi
La nazionale maschile di pallacanestro dei Paesi Bassi o nazionale maschile di pallacanestro olandese (Nederlands nationaal basketbalteam) viene gestita dalla Federazione cestistica dei Paesi Bassi e rappresenta i Paesi Bassi ai tornei internazionali maschili di pallacanestro per nazioni gestiti dalla FIBA.

## Storia
Non è mai riuscita a qualificarsi per i Giochi olimpici e pertanto non vi ha mai partecipato.
Ai Campionati mondiali ha partecipato una sola volta, nell'edizione del 1986 in Spagna, quando si classificò al 13º posto, eliminata ai preliminari, ottenendo vittorie contro Nuova Zelanda e Malaysia, ma perdendo contro Canada, Jugoslavia e Argentina.
Per quanto riguarda i Campionati europei, il team olandese ha partecipato alle fasi finali del torneo fino al 1989. Torna a qualificarsi all'Eurobasket solo nel 2015. 
Nel 2017 FIBA introduce le finestre per le qualificazione ai campionati mondiali ed Europei, dove la nazionale dei Paesi Bassi ha raggiunto il secondo posto dietro solo alla Croazia dopo essere riuscita a battere due volte la nazionale turca e a precederla nella classifica finale del girone. 
Il risultato di maggior prestigio ottenuto in una competizione internazionale è il 4º posto nell'Europeo 1983, quando arrivò a disputare la finale per il bronzo contro l'Unione Sovietica, conclusasi con la sconfitta 70-105.

## Piazzamenti

### Campionati mondiali
- 1986 - 13°

### Campionati europei
- 1946 - 6°
- 1947 - 11°
- 1949 - 5°
- 1951 - 10°
- 1961 - 15°

- 1963 - 16°
- 1967 - 16°
- 1975 - 10°
- 1977 - 7°
- 1979 - 10°

- 1983 - 4°
- 1985 - 12°
- 1987 - 10°
- 1989 - 8°
- 2015 - 21°

- 2022 - 22°

## Formazioni

### Mondiali
Campionato mondiale maschile di pallacanestro 19864 Hagens, 5 Schilp, 6 de Waard, 7 Bottse, 8 Esveldt, 9 Smits, 10 Ebeltjes, 11 van Dinten, 12 van de Lagemaat, 13 van Noord, 14 Heijdeman, 15 Griekspoor,        All. Ruud Harrewijn

### Europei
Campionato europeo maschile di pallacanestro 19463 van Laar, 4 J. Koper, 5 Mik, 6 van Someren, 7 Brandt, 8 Aldenberg, 9 H. Koper, 13 Kugelein, 14 Kunnen, 15 Gerritsma,        All. Dick Schmüll
Campionato europeo maschile di pallacanestro 19474 H. Koper, 5 J. Koper, 6 van Laar, 7 van Someren, 8 Cupido, 9 Hau, 10 van der Veen, 11 Brandt, 12 Werner, 13 B. Winkel,        All. Dick Schmüll
Campionato europeo maschile di pallacanestro 19493 van der Veen, 4 van der Valk, 5 Losekoot, 6 Hau, 7 H. Koper, 8 J. Koper, 9 van Someren, 10 van de Broek, 11 Hille, 20 Brandt,        All. Dick Schmüll
Campionato europeo maschile di pallacanestro 19513 de Jong, 4 de Hoop, 5 van der Valk, 6 Gootjes, 7 van der Veen, 8 van de Broek, 9 Alberda, 10 van der Schuijt, 11 Hille, 12 Ouderland, 13 Koemans, 14 van Eijkeren,        All. Dick Schmüll
Campionato europeo maschile di pallacanestro 19614 Braun, 5 Boot, 6 Bruin, 7 Driehuis, 8 Pouw, 9 Franke, 10 Sleeswijk, 11 Kok, 12 de Jong, 13 van den Berg, 14 de Haan, 15 Perrier,        All. Jan Janbroers
Campionato europeo maschile di pallacanestro 19634 Pelk, 5 Boot, 6 Bruin, 7 Driehuis, 8 Schagen, 9 Grosmann, 10 Franke, 11 Kok, 12 Tuinstra, 13 Schappert, 14 de Haan, 15 Witte,        All. Jan Janbroers
Campionato europeo maschile di pallacanestro 19674 Rijsewijk, 5 Boot, 6 Bruin, 7 Kales, 8 van der Kroon, 9 Pastor, 10 Vrolijk, 11 Jager, 12 Tuinstra, 13 van Woerkom, 14 de Haan, 15 Witte,        All. Egon Steuer
Campionato europeo maschile di pallacanestro 19754 Dekker, 5 Boot, 6 Sikking, 7 Harrewijn, 8 Pluim, 9 Ombre, 10 van Vliet, 11 Akerboom, 12 Cramer, 13 van Helfteren, 14 van Tuyll, 15 Kip,        All. Bill Sheridan
Campionato europeo maschile di pallacanestro 19774 Faber, 5 Dekker, 6 Woudstra, 7 Limmen, 8 Hagens, 9 Kragtwijk, 10 van de Lagemaat, 11 Cramer, 12 Akerboom, 13 Loorbach, 14 Zwiers, 15 Kip,        All. Jan Janbroers
Campionato europeo maschile di pallacanestro 19794 Kragtwijk, 5 Dekker, 6 Cramer, 7 Plaat, 8 Hagens, 9 Faber, 10 Bruinsma, 11 Woudstra, 12 Akerboom, 13 van Helfteren, 14 van Tuyll, 15 Kip,        All. Tom Quinn
Campionato europeo maschile di pallacanestro 19834 Ridderhof, 5 Schilp, 6 Wiel, 7 Plaat, 8 Esveldt, 9 Faber, 10 Kuipers, 11 Cramer, 12 van de Lagemaat, 13 Pieterse, 14 van den Bergh, 15 van Essen,        All. Vladimír Heger
Campionato europeo maschile di pallacanestro 19854 Esajas, 5 Schilp, 6 de Vries, 7 de Waard, 8 Esveldt, 9 van der Schaaf, 10 Franken, 11 van de Lagemaat, 12 Kuipers, 13 van Noord, 14 Heijdeman, 15 van Essen,        All. Vladimír Heger
Campionato europeo maschile di pallacanestro 19874 Emanuels, 5 Schilp, 6 de Waard, 7 van Rootselaar, 8 Esveldt, 9 te Velde, 10 Smits, 11 van Dinten, 12 van Noord, 13 van Helfteren, 14 Pieterse, 15 Kuipers,        All. Ruud Harrewijn
Campionato europeo maschile di pallacanestro 19894 Bottse, 5 Emanuels, 6 de Waard, 7 van Rootselaar, 8 Franke, 9 te Velde, 10 van Poelgeest, 11 Houben, 12 Lieverst, 13 Vrind, 14 Dam, 15 Kuipers,        All. Ruud Harrewijn
Campionato europeo maschile di pallacanestro 20150 Franke, 5 Williams, 6 W. de Jong, 7 Kloof, 9 Kherrazi, 10 de Pagter, 12 Akerboom, 13 Schaftenaar, 18 N. de Jong, 21 Smeulders, 23 Norel, 44 Slagter,        All. Toon van Helfteren
Campionato europeo maschile di pallacanestro 20220 Franke, 1 van der Vuurst de Vries, 5 Williams, 6 de Jong, 9 Kherrazi, 11 Hammink, 13 R. Schaftenaar, 14 Edwards, 30 O. Schaftenaar, 32 Haarms, 33 Kok, 90 Kloof,        All. Maurizio Buscaglia

## Nazionali giovanili
- Selezioni giovanili della nazionale di pallacanestro dei Paesi Bassi